# 應用數學進展
《應用數學進展》（Advances in Applied Mathematics），是一個應用數學研究的期刊，創辦人是麻省理工學院應用數學與哲學的教授吉安-卡洛·羅塔（Gian-Carlo Rota）。